# Isla de Cuba (1887)
El Isla de Cuba fue un crucero protegido de segunda categoría de la Armada española de la clase Isla de Luzón, que participó en la guerra de Margallo y la guerra hispano-estadounidense, ambas a finales del siglo XIX. Tras esta última guerra fue reflotado por los estadounidenses, renombrado como USS Isla de Cuba hasta que en 1912 fue vendido a la Armada de Venezuela y renombrado como Mariscal Sucre. Finalmente fue desguazado en 1940.

## Historial

### Armada española

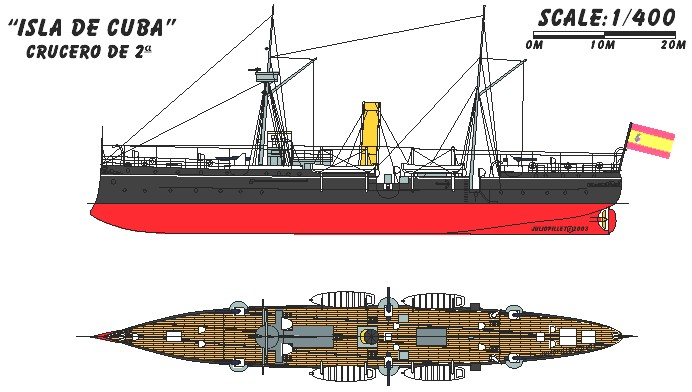
Diagrama del Isla de Cuba.

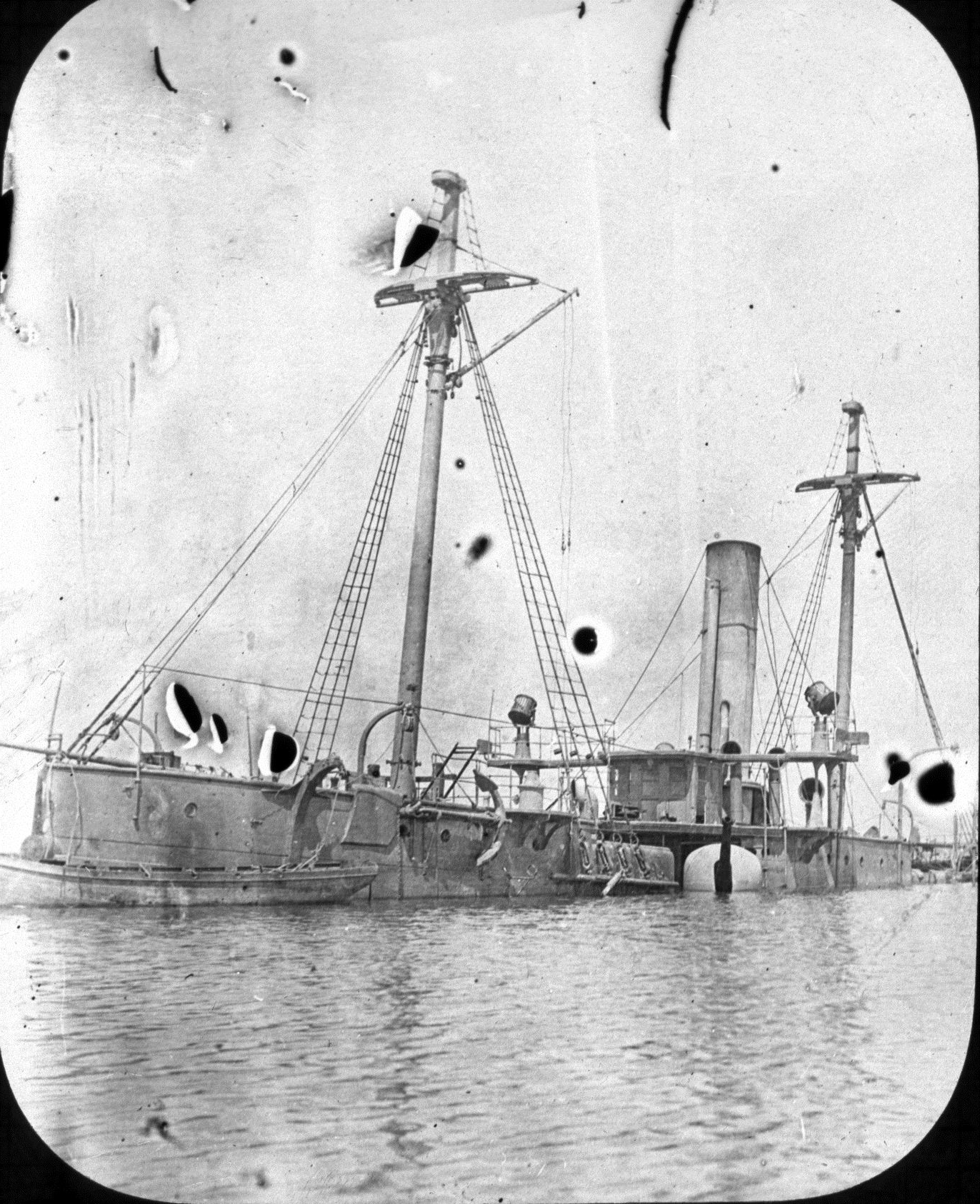
Naufragio del Isla de Cuba en 1898.

Fue construido en los astilleros ingleses Armstrong Mitchell & Co. en Elswick en 1886 con una única coraza, que consistía en una cubierta blindada con un espesor entre 37 y 62 mm. Tras ser completado, se unió a la flota metropolitana. Con motivo de la inauguración de la Exposición Universal de Barcelona, el 20 de mayo de 1888 se reunieron en el puerto varios buques de la escuadra española, la fragata blindada Numancia, las fragata de hélice Gerona y Blanca, los cruceros Castilla y Navarra, Isla de Luzón e Isla de Cuba, el Destructor, los cañoneros Pilar y Cóndor y el transporte Legazpi.
Participó en la primera guerra del Rif de 1893-1894 efectuando bombardeos costeros entre Melilla y Chafarinas. Cuando se rompieron las hostilidades tras la insurgencia Tagalog en Filipinas entre 1896 y 1897, fue enviado para unirse a la escuadra del almirante Patricio Montojo y Pasarón.
Cuando la escuadra de Montojo se rindió tras la batalla de Cavite, el crucero español Isla de Cuba fue hundido en aguas poco profundas por su tripulación para evitar su captura, aunque su obra muerta quedó por encima de la línea de flotación, por lo que fue abordado por miembros de la tripulación del cañonero USS Petrel.

### Armada estadounidense
Fue capturado, reflotado e incorporado a la Armada estadounidense con el mismo nombre —USS Isla de Cuba—, aunque sería catalogado como cañonero para el servicio en las Filipinas.
El USS Isla de Cuba fue asignado al servicio en la Armada estadounidense el 11 de abril de 1900 en Hong Kong. Tras unas extensivas reparaciones y puesta a punto, fue asignado a la escuadra asiática, donde sirvió durante la revolución en las Filipinas tras la guerra hispano-estadounidense.
El USS Isla de Cuba finalizó su servicio en la escuadra asiática cuando partió de Cebú hacia los Estados Unidos, donde fue dado de baja el 9 de junio de 1904 en Portsmouth, Nuevo Hampshire. Estuvo en reparaciones hasta el 21 de marzo de 1907, cuando fue entregado a la milicia naval de Maryland para su uso como buque escuela.

### Armada venezolana

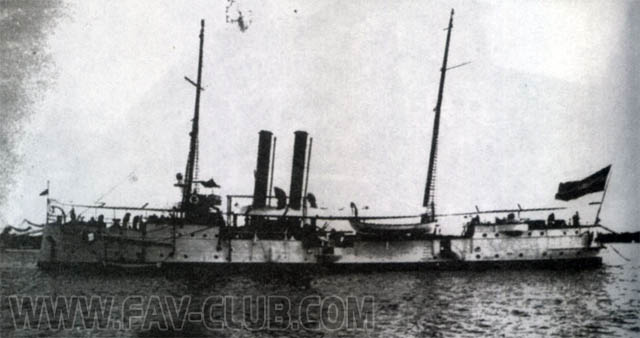
Mariscal Sucre en 1937.

Fue vendido en Charleston, Carolina del Sur, a Venezuela el 2 de abril de 1912. Renombrado como Mariscal Sucre, sirvió en la Armada de Venezuela hasta que fue desguazado en 1940.